# Angelo P. Graham
Angelo P. Graham é um diretor de arte estadunidense. Venceu o Oscar de melhor direção de arte na edição de 1975 por The Godfather: Part II, ao lado de Dean Tavoularis e George R. Nelson.